# Рунтоле
Рунтоле (словен. Runtole) — поселення в общині Целє, Савинський регіон, Словенія. 
Висота над рівнем моря: 257,6 м.